# Casas de Don Antonio
Casas de Don Antonio és un municipi de la província de Càceres, a la comunitat autònoma d'Extremadura (Espanya).